# Македония (1908 – 1912)
Вижте пояснителната страница за други значения на Македония.
„Македония“ е български вестник, редактиран от Коста Шахов и излизал от 1908 до 1912 година.
В 1908 година Шахов възстановява вестника си „Македония“ в София като орган на комитета „Автономна Македония“. Излиза 2 пъти в месеца. Печата се в Търговска печатница на „Йосиф Б. Пардо“, както и в печатниците „Знаме“, „Македония“, „Г. М. Чомонев“, „Независима България“, „Надежда“ и „Либералний клуб“.
| Годишнина | Броеве                   | Дата                              |
| --------- | ------------------------ | --------------------------------- |
| [ХХІ]     | 2 – 52                   | 25 февруари 1908 – 8 август 1908  |
| ХХІІ      | 1 – 8 (9) 497, 498 – 537 | 28 април 1910 – 18 декември 1911  |
| ХХІІІ     | 26                       | 7 януари 1912 – 16 септември 1912 |

Като политика поддържа идеята за даване на автономия на Македония, но е против Вътрешната македоно-одринска революционна организация. Помества статии и на английски език. Публикува новини, хроники, обяви документи за работата на комитета и други македонски организации.
Брой № 1 липсва. Годишната номерация, а от брой 9 (497) и бройната номерация включва всички вестници, издавани от Шахов от 1888 г. От 12 брой е с подзаглавие За гражданско и политическо възпитание на народа и за економическо повдигане на страната, от ХХІІ годишнина – Орган на Комитета Автономна Македония, а от брой 499 – без подзаглавие. Вестникът спира временно да излиза, но е подновен на 28 април 1910 година като седмичник, заедно с възстановяването на Комитета „Автономна Македония“ на Шахов. От 539 брой редактор е Константин Дзеков.
На 14 март 1911 година Министерският съвет в Цариград взима решение за забрана на разпространението на „Македония“ в Османската империя.